# هکبری، کانزاس
هکبری (انگلیسی: Hackberry, Kansas) دهکده‌ای است شهرستان گو ایالت کانزاس آمریکا.
پستخانه هکبری میلز شهرستان والاس که در سال ۱۸۷۹ ایجاد شده بود در سال ۱۸۸۱ به هکبری منتقل شد. این اداره پست در سال ۱۸۸۸ ملغی شد و سپس از ۱۸۹۸ تا ۱۹۳۱ دوباره گشایش یافت.